# チェロエンホカ

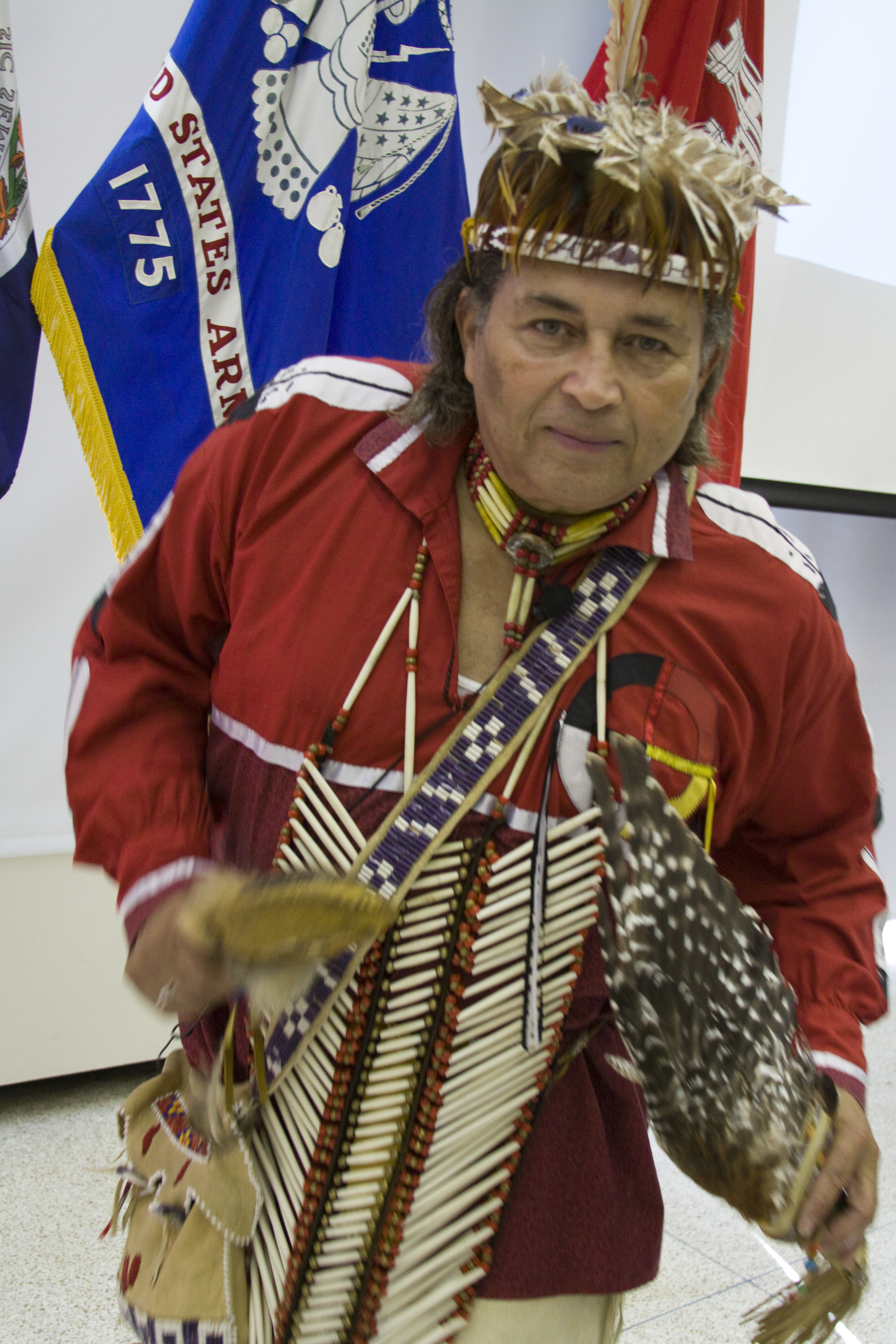
レッド・ホーク酋長（Chief Walter D. "Red Hawk" Brown）

チェロエンハカ族（Cheroenhaka）、またはノットウェイ族（Nottoway）、ノッタウェイ族（Nottaway）とはアメリカ合衆国のバージニア州などに先住するインディアン部族である。マンゴアク族（Mangoak）、メングエ族（Mengwe）とも呼ばれる。
「ノットウェイ」は、アルゴンキン語で「まむし」という意味。彼ら自身の自称は「チェロエンホカ」で、これは「流れの分岐点」という意味。「マンゴアク」、「メングエ」はアルゴンキン語で「危ないやつら」といった意味。
現在でいうバージニア州のノットウェイ川付近に定住していた。サウスカロライナ州や、ウィスコンシン州などにも「ノットウェイ」と呼ばれる部族がいたが、これはサスケハンナ族か、メヘリン族と考えられている。言葉などはイロコイ連邦に属するタスカローラ族や、メヘリン族、サスケハンナ族と関連性がある。
現在、バージニア州とオハイオ州に部族の共同体があるが、両者ともアメリカ連邦政府からインディアン部族として認定されておらず、「絶滅部族」扱いとされて保留地（Reservation）を没収されており、現在部族の公式認定を要求中である。